# Обыкновенная акула-молот
Обыкновенная акула-молот, или молот-рыба (лат. Sphyrna zygaena) — один из видов рода акул-молотов (Sphyrna), семейство молотоголовых акул (Sphyrnidae). Максимальная зарегистрированная длина составляет 5 м. Эти рыбы обитают в тропических и тёплых умеренных водах всех океанов. Летом совершают миграции и уходят в более высокие широты, где вода прохладнее. Держатся ближе к поверхности воды по сравнению с сородичами, на глубине до 20 м. Передний край «молота» у них лишён выемки, что отличает их от прочих молотоголовых акул. Иногда собираются в стаи, численность которых достигает сотен, а иногда тысяч особей. Эти прекрасные пловцы активно охотятся на различных ракообразных, головоногих, костистых и хрящевых рыб, в том числе акул. Обыкновенные акулы-молот размножаются живорождением, в помёте до 20—40 новорожденных. Потенциально опасны для человека. Являются объектом целевого коммерческого промысла.

## Таксономия и филогенез
Обыкновенную акулу-молот первоначально описал шведский естествоиспытатель Карл Линней, известный как «Отец систематики», в 1758 году в десятом издании «Системы природы» под названием Squalus zygaena без указания типового экземпляра. Затем название было изменено на Sphyrna zygaena. Видовой эпитет происходит от др.-греч. ζυγός — «ярмо», которое отсылает к форме её головы. Филогенетический анализ на основе морфологии, изоферментов и митохондриальной ДНК показал, что ближайший к обыкновенной акуле-молоту вид — бронзовая акула-молот (Sphyrna lewini), а ближайший родственник этой группы — гигантская акула-молот (Sphyrna mokarran). Впрочем, в других исследованиях получалась иная картина родственных связей акул-молотов (см. ниже).

## Ареал и среда обитания
Из всего семейства молотоголовых акул обыкновенная акула-молот — самый толерантный к умеренному поясу вид, и встречается во всём мире в более высоких широтах, чем любой другой вид акул-молотов. В Атлантическом океане она встречается от Новой Шотландии до Виргинских островов, от Бразилии до юга Аргентины на западе, от Британских островов до Кот-д’Ивуар, в том числе в Средиземном море, на востоке. Иногда заходит в Чёрное море. В Индийском океане обыкновенная акула-молот обитает у берегов Южной Африки, Индии и Шри-Ланки. В западной части Тихого океана она распространена от залива Бакбо (Тонкинского) до южной Японии и Сибири, а также у побережья Австралии и Новой Зеландии. В центральной и восточной части Тихого океана она встречается у Гавайских и Галапагосских островов, берегов Калифорнии, Панамы, Эквадора и Чили. Этот вид, как правило, не живёт в тропических водах, хотя есть редкие случаи обнаружения обыкновенной акулы-молота, например, в заливе Маннар в Индии и на юге Мозамбика. Его присутствие в тропиках трудно определить из-за путаницы с другими видами акул-молотов.
По сравнению с круглоголовой молот-рыбой и гигантской акулой-молотом, обыкновенная акула-молот держится ближе к поверхности, на глубине менее 20 м. Тем не менее, есть данные о том, что этот вид может погружаться на глубину до 200 м. Обыкновенные акула-молот предпочитают прибрежные воды, заливы и устья рек, но иногда встречаются в открытом океане, на континентальном шельфе и вокруг океанических островов. Есть данные о присутствии этой акулы в пресных водах (например, в реке Индиан в штате Флорида). Летом они мигрируют к полюсам, чтобы оставаться в прохладной воде, а зимой возвращаются к экватору.

## Описание
Вторая по величине среди молотоголовых акул после гигантской акулы-молот, обыкновенная акула-молот в среднем имеет длину 2,5—3,5 м, максимальные зарегистрированные длина и масса составляют 5 м и 400 кг, соответственно. Обыкновенная акула-молот отличается от других крупных акул-молотов формой головы — передний край у неё изогнут, углубление в центре отсутствует. «Молот» сравнительно широкий, но короткий, в поперечнике составляет 26—29 % длины тела. Ноздри расположены почти на концах выступов головы, снабжены длинными канавками, ведущими к центру головы. Во рту 26—32 зубных рядов на верхней челюсти и 25—30 на нижней. Каждый зуб имеет треугольную форму с гладкими или слабо зазубренными краями.
Корпус веретенообразный, гребень между спинными плавниками отсутствует. Первый спинной плавник умеренно высокий и серповидный с закругленным кончиком. Каудальные края грудных и брюшных плавников почти прямые. Анальный плавник больше второго спинного плавника, с длинным свободными задним кончиком и сильной выемкой на каудальном крае. Плакоидные чешуйки расположены плотно, каждая несёт по 5—7 горизонтальных гребней (3 у неполовозрелых особей), ведущих к W-образному заднему краю. Окрас темно-коричневый или оливковый в отличие от ровного коричневого окраса большинства других молотоголовых акул, по бокам светлее, брюхо белое, а иногда и грудные плавники имеют темную вентральную окантовку.

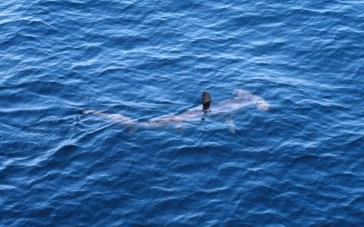

## Биология и экология
Взрослые обыкновенные акулы-молоты ведут одиночный образ жизни или образуют небольшие стаи. Во время ежегодной миграции они могут собираться вместе в большом количестве; у восточного мыса Южной Африке[прояснить] попадались стаи, состоящие из более ста молодых акул размером 1,5 м; у берегов Калифорнии зарегистрировано появление стай из тысяч особей. В летнюю жару этих акул можно увидеть на поверхности — над водой торчат их спинные плавники. На молодых обыкновенных акул-молотов охотятся крупные акулы, такие как тёмная акула (Carcharhinus obscurus). У берегов Новой Зеландии взрослые акулы могут стать добычей косаток (Orcinus orca).
Обыкновенные акулы-молот — это активные хищники, которые питаются костистыми рыбами, скатами, акулами (в том числе своего вида), головоногими моллюсками и в меньшей степени ракообразными, такими как креветки и крабы. Они легко объедают добычу с крючка. В некоторых районах излюбленной добычей обыкновенных акул-молотов являются скаты, которые составляют большую часть их рациона. У акул во рту часто находят обломки ядовитых шипов. У одного экземпляра во рту обнаружили до 95 таких шипов. В Северной Европе обыкновенные акулы-молоты питаются сельдями и морскими окунями, а в Северной Америке — испанской пятнистой макрелью и менхэденом. У берегов Южной Африки они охотятся на обыкновенных кальмаров, а также на мелких стайных рыб, например, сардин. В Австралии основу их рациона составляют кальмары, затем следуют костистые рыбы.
В помёте 20—40 акулят. Беременность длится 10—11 месяцев. Роды происходят в мелких прибрежных естественных питомниках, таких как Bulls Bay в Северной Каролине. Размер новорождённых 50—61 см. Самки достигают половой зрелости при длине 2,7 м, а самцы — 2,1—2,5 м в зависимости от места обитания. У берегов Южной Африки беременные самки попадаются в феврале, а самки с доношенными эмбрионами — в ноябре; у восточного побережья Австралии, роды происходят в период с января по март, а овуляция случается примерно в то же время. Эти акулы, как полагают, живут 20 лет и более.

## Взаимодействие с человеком
Обыкновенная акула-молот потенциально опасна для человека. К 2021 году в списке Международного реестра нападений акул (англ. International Shark Attack File, ISAF) числилось 16 неспровоцированных нападений акул-молотов, хотя ни одно из них не привело к смертельному исходу. В другом аналогичном реестре — Global Shark Attack File — по состоянию на 2021 год зафиксировано 50 нападений, точно или предположительно совершённых акулами-молотами, из них 33 не были спровоцированы и 3 привели к смертельному исходу. Сколько из них было совершено обыкновенной акулой-молотом, а сколько — другими акулами-молотами, неизвестно. Однако в связи с тем, что обыкновенная акула-молот обитает в умеренном климате, где люди меньше купаются, вполне вероятно, ответственность за эти нападения лежит на ней в меньшей степени, по сравнению с тропическими видами.
У берегов южной Калифорнии наблюдали, как особи этого вида объедали добычу спортивных рыболовов и подводных охотников.
Обыкновенная акула-молот является объектом промышленного рыболовства во всём мире, в том числе в Соединенных Штатах (на восточном и на западном побережьях), Бразилии, Испании, на Тайване, Филиппинах, в юго-западной Австралии и Западной Африке в первую очередь с использованием жаберных сетей и ярусов. Объём добычи трудно оценить, поскольку промысловики не делают различия между обыкновенной и гигантской акулами-молотами. Мясо продается в свежем, сушёном и солёном или копчёном виде. Однако на большинстве рынков считается низкосортным, есть сообщения об отравлении этим мясом. Гораздо больше ценятся плавники, которые имеют самый высокий рейтинг для использования в суп из акульих плавников. Это приводит к тому, что обыкновенных акул-молотов часто отлавливают, обрезают им плавники и бросают умирать обратно в море. Жир используется для производства витаминов, кожу выделывают, а из субпродуктов делают рыбную муку. Эта акула также используется в китайской медицине.
Обыкновенные акулы-молоты повсеместно попадают в сети в качестве прилова. Кроме того, они гибнут в противоакульих сетях, установленных для защиты пляжей. С 1978 по 1990 не менее 10 обыкновенных акул-молотов ежегодно попадает в сети у берегов Квазулу-Натал, Южная Африка. У побережья Нового Южного Уэльса, Австралия, за период с 1972 по 1990 год обыкновенные акулы-молоты составили 50 % из 4715 пойманных акул.
Международный союз охраны природы (МСОП) оценил этот вид как уязвимый.